# Diritto di rivalsa
Il diritto di rivalsa, nel diritto tributario, è il diritto del soggetto passivo del tributo di richiedere ad un altro soggetto una somma di denaro pari al tributo di cui è debitore.

## Spiegazione
Ha diritto di rivalsa verso colui che realizza il presupposto dell'imposta, in generale, ogni terzo che sia tenuto a corrispondere il tributo (ossia ogni soggetto che sia obbligato a pagare il tributo per un presupposto realizzato da altri); tale diritto, se non è previsto dalle norme tributarie, è comunque desumibile dai princìpi civilistici dell'ingiustificato arricchimento.
Il sostituto d'imposta esercita la rivalsa mediante ritenuta.
Nella disciplina prevista dall'art.18 Dpr 633/72 in materia di IVA, per diritto di rivalsa si intende il diritto, che salvo alcune eccezioni è anche un obbligo, per un soggetto passivo di imposta di addebitare l'IVA ai propri clienti, aggiungendola al corrispettivo pattuito.